# Naked Weapon
Naked Weapon (赤裸特工) (Entrenadas para Matar, Las Muñecas Chinas y Arma Desnuda son algunos de los títulos que ha tenido en Hispanoamérica) es una película de 2002 de acción dirigida por Tony Ching y protagonizada por Maggie Q, Anya Wu y Daniel Wu. Al haber recaudado HK$72,828 en la primera semana de lanzamiento en Hong Kong, la película cayó al top 10 en las películas más vendidas en la semana siguiente.

## Sinopsis
La película trata sobre tres asesinas que se acercan a sus objetivos, principalmente al seducirlos antes de matarlos. Todo comienza como un virus contagioso, varias chicas adolescentes, guapas y atléticas, desaparecen una tras otra en diferentes partes del país sin que la policía pueda hacer nada. Detrás de estas desapariciones está Madame M, líder de un grupo de asesinas internacionales. Su plan: convertir a las niñas secuestradas en asesinas profesionales, sicarias que utilicen su cuerpo desnudo como arma letal. Después de seis años de duro entrenamiento en una isla lejana, solo tres chicas sobreviven: Charlene, Katt y Jill.
Durante todo este tiempo, el agente de la CIA Jack Chen sigue el caso desde hace 6 años sin ninguna pista. No obstante, cuando una serie de asesinatos comienzan a ocurrir, Jack sospecha que la señora M está de vuelta en los negocios.

## Elenco
- Almen Wong como Madam M.
- Maggie Q como Charlene Ching.
- Anya Wu como Katt.
- Jewel Lee como Jing.
- Daniel Wu como Jack Chen.
- Cheng Pei-pei como Faye Ching.
- Andrew Lin como Ryuichi.